# Abas Arslanagić
Abas Arslanagić  (Derventa, BiH, 2. listopada 1944.) je nekadašnji rukometni vratar, trener, profesor tjelesne kulture i športski novinar. Danas je trener banjalučkog Borca. Otac je hrvatske rukometne reprezentativke Maide Arslanagić.

## Igračka karijera
Počeo se baviti rukometom s 14 godina, 1958. godine u svom rodnom gradu u lokalnom klubu Partizanu iz Dervente,[nedostaje izvor] da bi tek četiri godine kasnije u Partizanu iz Beograda počeo profesionalnu karijeru. Godinu dana kasnije, odlazi u Banju Luku gdje se stvarala jedna nova generacija i momčad, s kojom će osvojiti mnoge naslove, između ostalog i naslov europskog prvaka 1976. godine. Službeno je za Borac odigrao 232 utakmice, gdje je kao vratar postigao 18 golova. S klubom je osvojio 4 nacionalna prvenstva i 5 kupova u bivšoj državi od 1972. do 1976. godine. Za reprezentaciju Jugoslavije je prvi put zaigrao 1969. u Ljubljani protiv Njemačke, za koju će ukupno odigrati 125 utakmica i postići jedan pogodak. S reprezentacijom je osim zlatne medalje na olimpijadi u Münchenu 1972. osvojio i dvije bronce na svjetskim prvenstvima 1970. i 1974. godine. Imao je dva nastupa za selekciju Svijeta.
Arslanagić je poznat po tome što je uveo neke novine u načinu kako se brani rukometni gol. Pri branjenju sedmeraca prvi je počeo izlaziti s crte na tri metra gdje bi digao ruke iznad glave. Isto je primijenio pri branjenju udaraca s krila kako bi smanjio kut pod kojim se može uputiti lopta. Bio je specijalist u branjenju sedmeraca. I ostali vratari su primijenili neke njegove tehnike koje su u upotrebi i dan danas.

## Trenerska karijera
Trenerskim se poslom bavi još otkad je bio aktivni igrač. Vodio je juniore Borca iz Banje Luke i djevojčad Mladosti iz Banje Luke.
Poslije blistave igračke karijere bio je i trener Borca u nekoliko navrata, pa jedno vrijeme izbornik jugoslavenske seniorske (trener vratara - srebro na SP 1982. u Dortmundu, zlato na SP 1986. u Zürichu, izbornik - bronca na OI 1988. u Seulu) i juniorske reprezentacije (trener vratara - zlato na SP 1981. u Portu). Poslije Domovinskog rata bio je izbornik Hrvatske (5. mjesto na EP u Sevilli 1996.), Katara (4. mjesto na AP u Hiroshimi 1991.) i Bosne i Hercegovine (2003.). Kratko je radio kao trener u sarajevskoj Bosni gdje je u jednoj godini osvojio i Prvenstvo i Kup. Osim Bosne trenirao je i Badel iz Zagreba, Medveščak, Lokomotivu iz Zagreba,[nedostaje izvor], Sport Lisboa e Benfica iz Portugala,[nedostaje izvor] Metaloplastiku iz Šapca, Bosnamontažu iz Prijedora, Laško iz Slovenije,[nedostaje izvor] RK Krško, RK Zvečevo i još dosta klubova. Danas trenira banjalučki Borac i živi na relaciji Zagreb - Banja Luka.

## Vanjske poveznice
- Abas.com.hr
- Interviju u BH Danima
- Biografija